# Blauk
Blauk — студійний альбом Endraum, що вийшов в 1997.

## Про альбом
Треки 1-8 записані в ході фестивалю Dahee 26 травня 1995 у Франції.
Треки 9-13 представляють нереалізовані версії зазначених пісень.

## Список композицій
1. Zerdruckte kehle — 4:41
2. Regentanz — 6:11
3. Der rosengarten — 7:58
4. Appell an die muse — 5:43
5. Mirabell — 5:45
6. Schatten der nacht — 6:39
7. Zuviel keiner worte — 4:52
8. Des zeitenlicht spur — 5:50
9. Stille — 1:44
10. Schwan der meere — 5:23
11. An dich (The third) — 5:13
12. Regentanz — 5:08
13. Zuviel keiner worte — 5:18